# Лобуче
Лобуче (англ. Lobuche, також Lobuje) — непальська гора, яка знаходиться недалеко від льодовика Кхумбу. Є два основних піки: Лобуче-Далекосхідна (англ. Lobuche Far East) і Лобуче-Східна (англ. Lobuche East) (часто помилково приймають за Лобуче-Західну (англ. Lobuche West), що є окремою горою далі на захід). Лобуче-Західна має висоту 6145 метрів, Лобуче-Східна на 26 метрів нижча. Між двома піками знаходиться довгий глибокий хребет.
Перший зареєстрований підйом на Лобуче-Східну зробив Лоуренс Нільсон (англ. Laurence Nielson) і (англ. Sherpa Ang Gyalzen) 25 квітня 1984p.